# Mesos
Mesos (llamada oficialmente San Salvador de Mesos) es una parroquia del municipio de Frades, en la provincia de La Coruña, Galicia, España.

## Entidades de población
Entidades de población que forman parte de la parroquia:
- A Panica
- Caboladrón
- Canedos (Os Canedos)
- Figueira (A Figueira)
- Gándara (A Gándara)
- O Carballal

## Demografía
| Gráfica de evolución demográfica de Mesos entre 2000 y 2018 |
|                                                             |
| Población de derecho según el padrón municipal del INE      |